# قائمة ملوك أراغون
هذه القائمة تحتوي على الملوك والملكات أراغون،والآن تعتبر منطقة الحكم الذاتي أراغون في شمال شرق إسبانيا، مملكة أراغون تم إنشاؤها في 1035 بحيث تلت كونتية أراغون والتي كانت جزءاً من مملكة نافارا فصلت عنها في القرن العاشر، وفقاً لإرادة الملك سانشو الثالث ملك نافارا؛ في 1164 تم الاتحاد بين مملكة أراغون وكونتية برشلونة وبذلك خلقت تاج أراغون. في القرن الثالث عشر أصبحت ممالك فالنسيا ومايوركا وصقلية تابعة لها، وفي القرن الرابع عشر مملكة سردينيا وكورسيكا، واصلت تاج أراغون في الوجود حتى 1714 بحيث تم إنهائها من خلال مراسيم نويفا بلانتا التي أدت إلي نهاية حرب الخلافة الإسبانية وحدت إسبانيا قانونياً.

شعار أراغون.

- الأسماء هنا واردة باللغة الأراغونية.

## سلالة خيمينيز، 1035–1164
مع وفاة سانشو الثالث أعلن ابنه الأكبر والغير شرعي راميرو أراغون باعتبارها دولة مستقلة.
| الأسم                                                              | صورة   | تاريخ الولادة                                               | الزيجات                                                           | تاريخ الوفاة                      |
| ------------------------------------------------------------------ | ------ | ----------------------------------------------------------- | ----------------------------------------------------------------- | --------------------------------- |
| راميرو الأول فبراير 1035 – 8 مايو 1063                             | Aragon | 1007 ابن سانشو الثالث ملك نافارا وسانشا دي أيبار الغير شرعي | إرميسيندا من بيجور 22 أغسطس 1036 5 أبناء                          | 8 مايو 1063 غرواس                 |
| سانشو راميريث (أيضا ملك نافارا من 1076) 8 مايو 1063 – 4 يونيو 1094 | Aragon | 1042 ابن راميرو الأول وإرميسيندا من بيجور                   | إيزابيل من أورغل 1065 ابن واحد فيليسيا دي روسي 1076 3 أبناء       | 4 يونيو 1094 وشقة العمر 48        |
| بيرو الأول (أيضا ملك نافارا) 4 يونيو 1094 – 28 سبتمبر 1104         | Aragon | 1068 ابن سانشو راميريث وإيزابيل من أورغل                    | أغنيس من آكيتاين 1086 ابنان بيرتا من إيطاليا 1097 ليس لديهم أبناء | 28 سبتمبر 1104 أران فالي العمر 36 |
| أليفونسو المحارب (أيضا: ملك نافارا) 28 سبتمبر 1104 – 8 سبتمبر 1134 | Aragon | 1073 ابن سانشو راميريث وفيليسيا دي روسي                     | أوراكا ملكة قشتالة 1109 ليس لديهم أبناء                           | 8 سبتمبر 1134 وشقة العمر 61       |
| راميرو الثاني الراهب 8 سبتمبر 1134 – 13 نوفمبر 1137                | Aragon | 1075 ابن سانشو راميريث وفيليسيا دي روسي                     | أغنيس من آكيتاين ابنة واحدة                                       | 16 أغسطس 1157 وشقة العمر 82       |
| بييرونيلا 13 نوفمبر 1137 – 18 يوليو 1164                           | Aragon | 29 يوليو 1136 وشقة ابنة راميرو الثاني وأغنيس من آكيتاين     | ريموند برانجيه الرابع كونت برشلونة 11 أغسطس 1137 5 أبناء          | 16 أكتوبر 1174 برشلونة العمر 38   |

## أسرة برشلونة، 1164–1410
| الأسم                                         | صورة        | تاريخ الولادة                                                | الزيجات | تاريخ الوفاة                                 |
| --------------------------------------------- | ----------- | ------------------------------------------------------------ | --- | -------------------------------------------- |
| أليفونسو الثاني 18 يوليو 1164 – 25 أبريل 1196 | Aragon      | 1157 وشقة ابن ريموند برانجيه الرابع وبييرونيلا               | سانشا من قشتالة 7 أبناء | 25 أبريل 1196 بيربينيا العمر 44              |
| بيرو الثاني 25 أبريل 1196 – 13 سبتمبر 1213    | Aragon      | 1178 وشقة ابن ألفونسو الثاني وسانشا من قشتالة                | ماريا من مونبلييه 15 يونيو 1204 2 أبناء | 12 سبتمبر 1213 معركة موريه العمر حوالي 35    |
| تشايمي الأول 13 سبتمبر 1213 – 27 يوليو 1276   | James I     | 2 فبراير 1208 مونبلييه ابن بيرو الثاني وماريا من مونبلييه    | إليونور من قشتالة 1221 ابن فيولانت من المجر 1235 10 أبناء تيريزا تشيل دي فيدور 2 أبناء\|\|27 يوليو 1276 بلنسية العمر 68                                                                   |                                              |
| بيرو الثالث 27 يوليو 1276 – 2 نوفمبر 1285     | Peter III   | 1240 بلنسية ابن تشايمي الأول وفيولانت من المجر               | كونستانثا من صقلية 13 يونيو 1262 6 أبناء | 2 نوفمبر 1285 فيلافرانكا ديل بينيدس العمر 45 |
| أليفونسو الثالث 2 نوفمبر 1285 – 18 يونيو 1291 | Alfonso III | 1265 بلنسية ابن بيرو الثالث وكونستانثا من صقلية              | إليونور من إنجلترا 15 أغسطس 1290 ليس لديهم أبناء | 18 يونيو 1291 برشلونة العمر 27               |
| تشايمي الثاني 18 يونيو 1291 – 2 نوفمبر 1327   | James II    | 10 أغسطس 1267 بلنسية ابن بيرو الثالث وكونستانثا من صقلية     | إيزابيل من قشتالة 1 ديسمبر 1291 ليس لديهم أبناء بلانكا من أنجو 29 أكتوبر 1295 10 أبناء ماريا دي لوزينيان 15 يونيو 1315 ليس لديهم أبناء إليسيندا دي مونكادا 25 ديسمبر 1322 ليس لديهم أبناء | 5 نوفمبر 1327 برشلونة العمر 60               |
| أليفونسو الرابع 2 نوفمبر 1327 – 24 يناير 1336 | Alfonso IV  | 1299 نابولي ابن تشايمي الثاني وبلانكا من أنجو                | تريزا دي إنتينزا 1314 7 أبناء إليونور من قشتالة ابنان | 27 يناير 1336 برشلونة العمر 37               |
| بيرو الرابع 24 يناير 1336 – 5 يناير 1387      | Peter IV    | 5 أكتوبر 1319 بالاغوار ابن أليفونسو الرابع وتريزا دي إنتينزا | ماريا من نافارا 1338 ابنان إليونور من البرتغال 1347 ليس لديهم أبناء إليونور من صقلية 4 أبناء                                                                                              | 5 يناير 1387 برشلونة العمر 68                |
| تشوان الأول 5 يناير 1387 – 19 مايو 1396       | John I      | 27 ديسمبر 1350 بيربينيا ابن بيرو الرابع وإليونور من صقلية    | مارتا من أرمانياك ابن واحد فيولانت من بار 3 أبناء | 19 مايو 1396 فويكسا العمر 46                 |
| مارتين الأكبر 19 مايو 1396 – 31 مايو 1410     | Martin I    | 1356 جيرونا ابن بيرو الرابع وإليونور من صقلية                | ماريا دي لونا 13 يونيو 1372 4 أبناء مارغاليدا من براديس 1409 ليس لديهم أبناء | 31 مايو 1410 برشلونة العمر 54                |

## بيت تراستامارا، 1412–1516
في حين أن هذا سلالة يشار إليها أحيانا باسم أراغون في النصوص، في الواقع أنها لم تكن جزءاً من أسرة أراغون من سلالة السابقة، ولكنها كانت جزءاً من بيت تراستامارا الذين حكموا تاج قشتالة.
| الأسم                                                                            | صورة         | تاريخ الولادة                                                               | الزيجات                                                                                | تاريخ الوفاة                       |
| -------------------------------------------------------------------------------- | ------------ | --------------------------------------------------------------------------- | -------------------------------------------------------------------------------------- | ---------------------------------- |
| فرناندو الأول الصادق 24 يونيو 1412 – 2 أبريل 1416                                | Ferdinand I  | 27 نوفمبر 1380 ميدينا ديل كامبو ابن خوان الأول ملك قشتالة وليونور من أراغون | إليونور من ألبوركويركي 1394 8 أبناء                                                    | 2 أبريل 1416 إيغوالادا العمر 36    |
| أليفونسو الخامس الشهم 2 أبريل 1416 – 27 يونيو 1458                               | Alfonso V    | 1396 ميدينا ديل كامبو ابن فرناندو الأول وإليونور من ألبوركويركي             | ماريا من قشتالة 1415 ليس لديهم أطفال                                                   | 27 يونيو 1458 نابولي العمر 52      |
| تشوان الثاني العظيم (أيضا:ملك نافارا منذ عام 1425) 27 يونيو 1458 – 19 يناير 1479 | John II      | 29 يونيو 1397 ميدينا ديل كامبو ابن فرناندو الأول وإليونور من ألبوركويركي    | بلانكا الأولى ملكة نافارا 6نوفمبر 1419 4 أبناء تشوانا هنريكيث ابنان                    | 20 يناير 1479 برشلونة العمر 81     |
| فرناندو الثاني الكاثوليك 19 يناير 1479 – 23 يناير 1516                           | Ferdinand II | 10 مارس 1452 ابن تشوان الثاني وتشوانا هنريكيث                               | إيزابيل الأولى ملكة قشتالة 19 أكتوبر 1469 5 أبناء تشيرمانا من فوا 1505 ليس لديهم أبناء | 23 يناير 1516 مادريغاليخو العمر 63 |
| تشوانا المجنونة 23 يناير 1516 – 12 أبريل 1555                                    | Joanna       | 6 نوفمبر 1479 ابنة فرناندو الثاني وإيزابيلا الأولى                          | فيليب الأول ملك قشتالة 20 أكتوبر 1496 6 أبناء                                          | 12 أبريل 1555 توردسيلاس العمر 75   |

### مدعيون العرش في عهد خوان الثاني، 1462–1472
خلال الحرب الأهلية كتالونية، كانوا هناك ثلاث ادعوا العرش وعلى الرغم من هذا لم يشمل مملكة بلنسية.
| الأسم                                                      | صورة     | تاريخ الولادة                                                         | الزيجات                                                                          | تاريخ الوفاة                           |
| ---------------------------------------------------------- | -------- | --------------------------------------------------------------------- | -------------------------------------------------------------------------------- | -------------------------------------- |
| هنريكي الرابع ملك قشتالة (مطالب) أسرة تراستامارا 1462–1463 | Henry IV | 5 يناير 1425 بلد الوليد ابن خوان الثاني ملك قشتالة وماريا من أراغون   | تشوانا من البرتغال 1455 ابنة واحدة                                               | 11 ديسمبر 1474 مدريد العمر 49          |
| بيرو الخامس (مطالب) أسرة أفيز 1463–1466                    | Peter V  | 1429 ابن بيدرو دوق كويمبرا وإيزابيلا من أورغل                         | لم يتزوج                                                                         | 1466 جرانوليريس العمر 37               |
| ريناتو الأول ملك نابولي (مطالب) أسرة فالوا-أنجو 1466–1472  | René     | 16 يناير 1409 قلعة أنجيه ابن لويس الثاني ملك نابولي ويولاند من أراغون | إيزابيلا دوقة لورين 1420 10 أبناء تشوانا دي لافال 10 سبتمبر 1454 ليس لديهم أبناء | 10 يوليو 1480 آكس أون بروفانس العمر 71 |

## أسرةهابسبورغ، 1516–1700
| الأسم                                                 | صورة       | تاريخ الولادة                                                  | الزيجات | تاريخ الوفاة                           |
| ----------------------------------------------------- | ---------- | -------------------------------------------------------------- | --- | -------------------------------------- |
| كارلوس الأول الإمبراطور 23 يناير 1516 – 16 يناير 1556 | Charles IV | 24 فبراير 1500 غنت ابن فيليبي الأول وتشوانا المجنونة           | إيزابيل من البرتغال 10 مارس 1526 3 أبناء | 21 سبتمبر 1558 كواكوس دي يستي العمر 58 |
| فيليبي الأول الحكيم 16 يناير 1556 – 13 سبتمبر 1598    | Philip I   | 21 مايو 1527 بلد الوليد ابن كارلوس الأول وإيزابيل من البرتغال  | ماريا من البرتغال 1543 ابن واحد ماريا الأولى ملكة إنجلترا 1554 ليس لديهم أبناء إيزابيل من فالوا 1559 ابنتان آنا النمساوية ملكة إسبانيا 4 مايو 1570 5 أبناء | 13 سبتمبر 1598 مدريد العمر 71          |
| فيليبي الثاني التقي 13 سبتمبر 1598 – 31 مارس 1621     | Philip II  | 14 أبريل 1578 مدريد ابن فيليبي الأول وآنا من النمسا            | مارغاليدا من النمسا 18 أبريل 1599 5 أبناء | 31 مارس 1621 مدريد العمر 42            |
| فليبي الثالث العظيم 31 مارس 1621 – 17 سبتمبر 1665     | Philip III | 8 أبريل 1605 بلد الوليد ابن فيليبي الثاني ومارغاليدا من النمسا | إيزابيل من فرنسا 1615 7 أبناء ماريانا من النمسا 1649 5 أبناء                                                                                               | 17 سبتمبر 1665 مدريد العمر 60          |
| كارلوس الثاني المفتون 17 سبتمبر 1665 – 1 نوفمبر 1700  | Charles II | 6 نوفمبر 1661 مدريد ابن فيليبي الثالث وماريانا من النمسا       | ماريا لويزا من أورليان 19 نوفمبر 1679 ليس لديهم أبناء ماريانا من نيوبورغ 14 مايو 1690 ليس لديهم أبناء                                                      | 1 نوفمبر 1700 مدريد العمر 38           |

أراغون بقيت موالية لفيليبي الثالث خلال «حرب الحصَّادين» بينما كاتالونيا وقفت بجانب لويس الثالث عشر ولويس الرابع عشر ملك الشمس ملوك فرنسا، انظر قائمة كونتات برشلونة وبينما البرتغال انفصلت في عام 1640، وإما كارلوس الثاني توفي دون ورثة.

## أسرة بوربون، 1700–1705
| الأسم                                 | صورة      | تاريخ الولادة                                                                | الزيجات                                                                           | تاريخ الوفاة                |
| ------------------------------------- | --------- | ---------------------------------------------------------------------------- | --------------------------------------------------------------------------------- | --------------------------- |
| فيليب الرابع حادّ 1 نوفمبر 1700 – 1705 | Philip IV | 19 ديسمبر 1683 قصر فرساي ابن لويس دوفين فرنسا وماريا آنا فيكتوريا من بافاريا | ماريا لويزا من سافوي 2 نوفمبر 1701 4 أبناء إيزابيل فارنيزي 24 ديسمبر 1714 7 أبناء | 9 يوليو 1746 مدريد العمر 62 |

## أسرةهابسبورغ، 1705–1714
| الأسم                             | صورة       | تاريخ الولادة                                                                             | الزيجات                                                       | تاريخ الوفاة                  |
| --------------------------------- | ---------- | ----------------------------------------------------------------------------------------- | ------------------------------------------------------------- | ----------------------------- |
| كارلوس الثالث الأرشيدوق 1705–1714 | Charles VI | 1 أكتوبر 1685 فيينا ابن ليولولد الأول، إمبراطور روماني مقدس وإليونورا ماغدلينه من نيوبورغ | إيزابيل كريستينا من بروانشفايغ-فولفنبوتل 1 أغسطس 1708 4 أبناء | 20 أكتوبر 1740 فيينا العمر 55 |

خلال الحرب رسمياً في عام 1707 فيليب من أنجو أصبح أول حكام بوربون في إسبانيا فـ حل تماماً تاج أراغون من خلال مراسيم نويفا بلانتا لاحقاً، لا يوجد ملوك أراغون بعد الآن، ومع ذلك ملوك إسبانيا وصولاً لإيزابيلا الثانية اعتبروا أنفسهم ملك / ملكة إسبانيا على القطع النقدية، لا تزال تستخدم بعض التسميات التقليدية لحاكم أراغون البائدة في وثائقهم الرسمية: ملك / ملكة قشتالة وليون وأراغون، وأيضا صقلية والقدس ونافارا وغرناطة وتوليدو وفالنسيا وغاليسيا ومايوركا وإشبيلية وسردينيا وقرطبة وكورسيكا ومرسية وخاين والغارف والجزيرة الخضراء وجبل طارق وجزر الكناري وشرق وغرب الهند وجزر والبر الرئيسي لـ محيط الأطلسي، ودوق النمسا ودوق بورغونيا وبرابانت وميلانو وكونت هابسبورغ وفلاندرز وتيرول وبرشلونة، ولورد بسكاي ومولينا.